# Phorinia nigra
Phorinia nigra är en tvåvingeart som beskrevs av Lahiri 2006. Phorinia nigra ingår i släktet Phorinia och familjen parasitflugor. Inga underarter finns listade i Catalogue of Life.